# Yeni Həyat (Şəmkir)
Yeni Həyat è un comune dell'Azerbaigian situato nel distretto di Şəmkir. 